# Christoph Schelhammer
Christoph Schelhammer (* 15. April 1620 in Hamburg; † 28. Juni 1651 in Weimar) war ein deutscher Mediziner.

## Leben

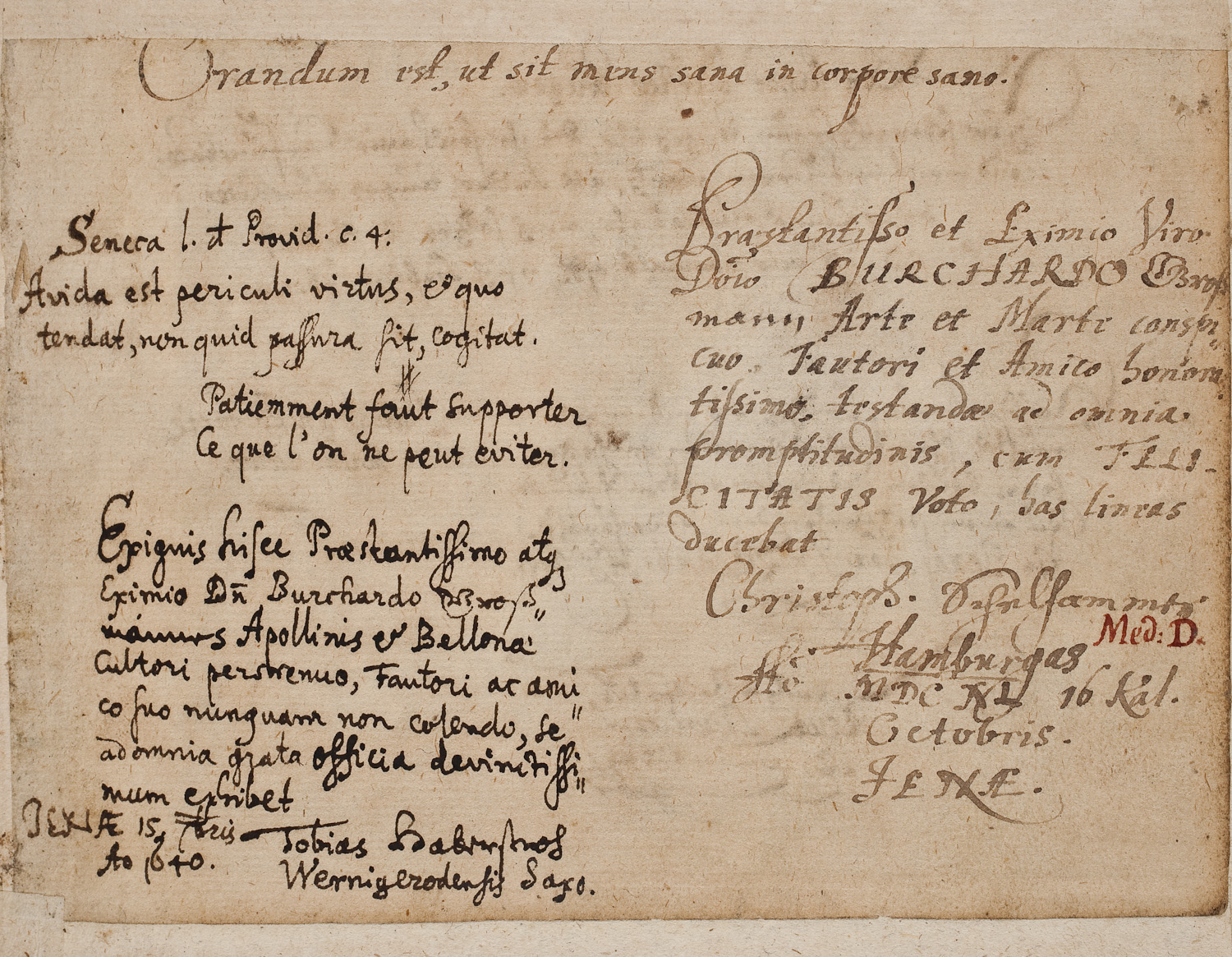
Stammbucheintrag Schelhammers in das Stammbuch Burchard Grossmann

Schelhammer war der Sohn des Lehrers am Johanneum Johann Christoph Schelhammer (* 1574 in Hamburg; † 23. Oktober 1637 ebd.) und dessen Frau Magaretha Rolfinck, die Tochter des Rektors am Johanneum Werner Rolfinck (* um 1540 Münster/Westfalen; † 3. Oktober 1590 in Hamburg). Nach dem Besuch des Johanneums bei Joachim Jungius, bezog er mit siebzehn Jahren die Universität Jena, um Medizin zu studieren. Hier wurde er vor allem von seinem Verwandten Werner Rolfinck unterrichtet. 1641 absolvierte er eine Bildungsreise die ihn nach Belgien, England, Frankreich und Italien führte.
1643 gelangte er an die Universität Basel, wo er am 13. Juli des Jahres zum Doktor der Medizin promovierte. Daraufhin kehrte er nach Jena zurück, wo er am 21. August 1643 zum Professor der Anatomie und Chirurgie avancierte. Beim Besuch seines Vaters, verstarb der an Hypochondrie leidende Schelhammer in Weimar. Zudem beteiligte er sich an den organisatorischen Aufgaben der Hochschule. So war er drei Mal Dekan der medizinischen Fakultät und war in den Sommersemestern 1644, 1650 Rektor der Alma Mater.
Schelhammer verheiratete sich am 30. Mai 1648 in Jena mit Katharina Elisabeth Plathner (* 27. Februar 1626 in Langensalza; † 11. März 1671 in Jena), der Tochter des Hofrats Günther Heinrich Plathner (* 22. Februar 1592 in Sondershausen; † 2. Mai 1657) und dessen Frau Martha Hertzog (* 13. Dezember 1596 in Thamsbrück; † 9. November 1653 in Weimar). Aus der Ehe stammt der spätere Helmstädter, Jenaer und Kieler Professor Günther Christoph Schelhammer. Seine Witwe ging nach seinem Tod am 12. Juli 1653 eine neue Ehe mit dem Theologen Johann Ernst Gerhard ein.

## Werke (Auswahl)
- Diss. de modo considerandi pbysico, praeside Jungio. Hamburg 1637.
- Ophthalmographia et opsioseopia, praeside Paulo Marq. Slegelio proposita. Jena 1640.
- Diss. inaug. de ictero. Basel 1643.
- Disp. de convulslone, pro loco in Collegio medico d. 8. Sept. habita. Jena 1643.
- Disp. de variolis et morbillis. Jena 1643.
- Disp. physiologica de spiritibus. Jena 1644.
- Disp. de febri ardente, respondente Chr. Bunckio Hamburgensi. Jena 1645.
- Disp. de incubo. Jena 1646.
- Disp. de peripneumonia. Jena 1647.
- Disp. de angina. Jena 1647.
- Disp. de paralysi. Jena 1649.